# NGC 7392
NGC 7392 est une galaxie spirale barrée située dans la constellation du Verseau. Cette galaxie a été découverte par l'astronome germano-britannique William Herschel en 1787. Sa vitesse par rapport au fond diffus cosmologique est de 2 849 ± 23 km/s, ce qui correspond à une distance de Hubble de 42,0 ± 3,0 Mpc (∼137 millions d'al).

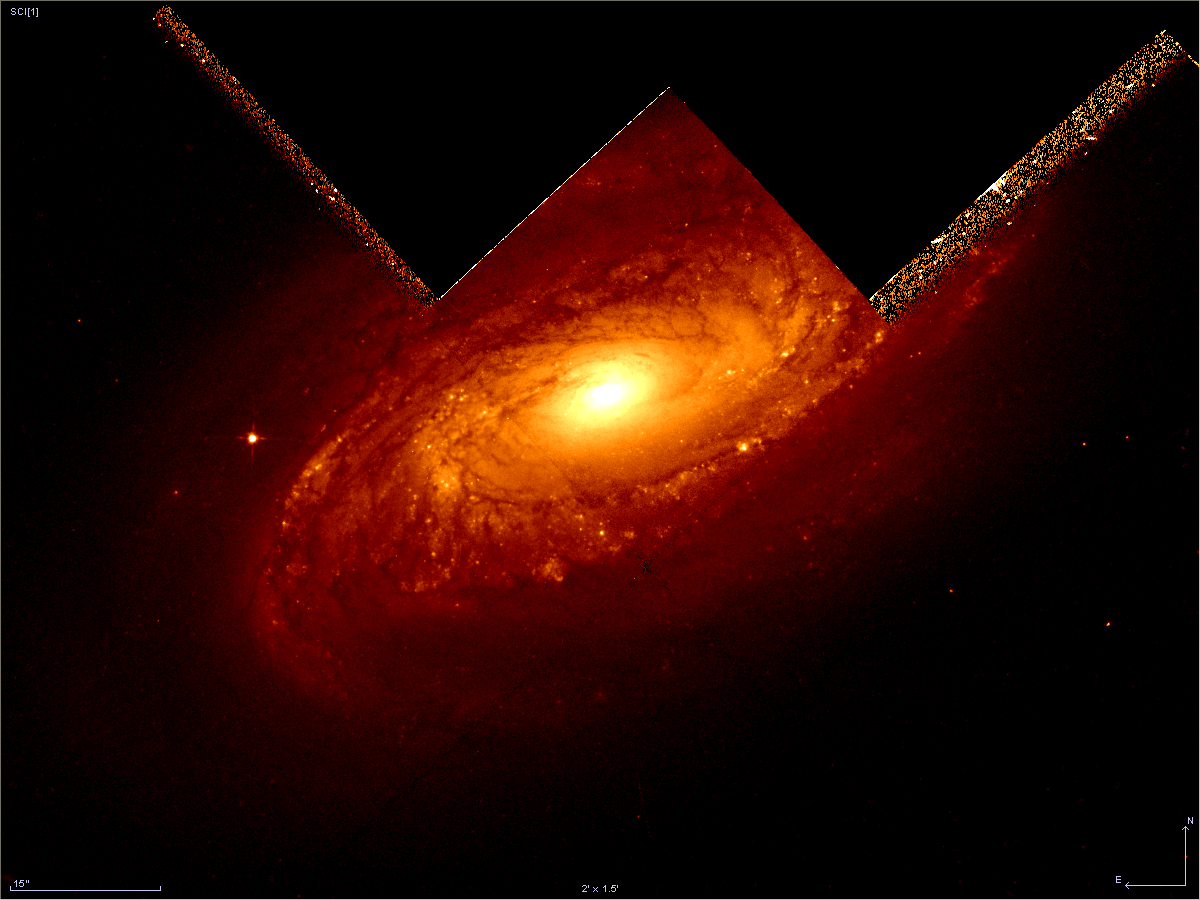
La galaxie NGC 7392 par le télescope spatial Hubble.

À ce jour, 17 mesures non basées sur le décalage vers le rouge (redshift) donnent une distance de 40,618 ± 7,069 Mpc (∼132 millions d'al), ce qui est à l'intérieur des valeurs de la distance de Hubble
La classe de luminosité de NGC 7392 est II-III et elle présente une large raie HI. Elle renferme également des régions d'hydrogène ionisé. Selon la base de données Simbad, NGC 7392 est une galaxie active de type Seyfert 2.

## Groupe de NGC 7383
Selon A. M. Garcia, NGC 7392 est membre du groupe de NGC 7377. Ce groupe de galaxies renferme au moins 10 membres. Les autres membres du groupe sont NGC 7359, NGC 7365, NGC 7377, IC 5261, ESO 534-24, ESO 603.12, ESO 603-20, ESO 603-6 et ESO 603-8.